# August Crommelin
(Claude) August Crommelin (Nieuwer-Amstel, 22 december 1878 - Leiden, 1 juli 1965) was een Nederlands lector natuurkunde en de oprichter van het Nederlandsch Historisch Natuurwetenschappelijk Museum, het latere Rijksmuseum Boerhaave in Leiden.

## Leven en werk

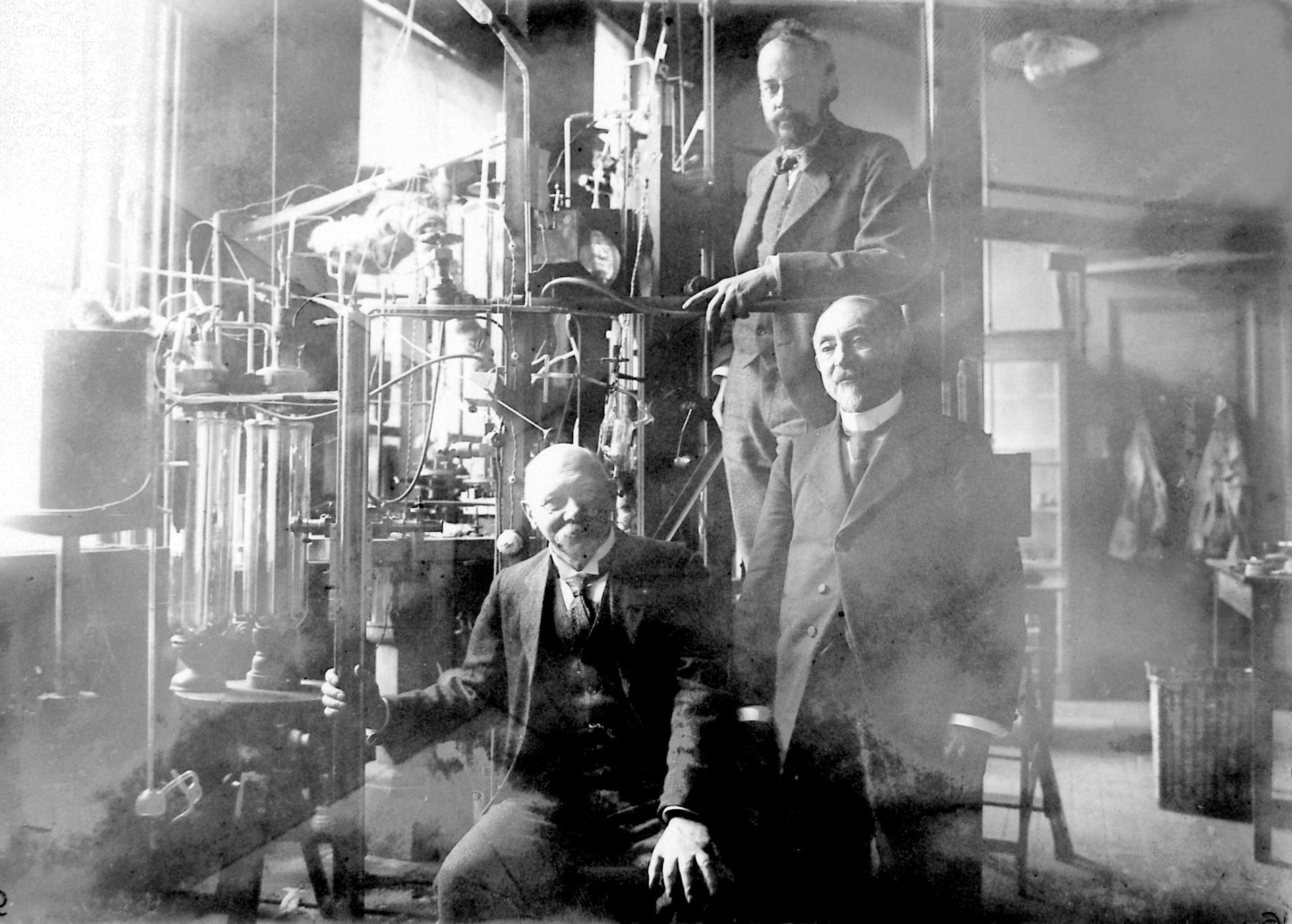
Kamerlingh Onnes, Crommelin en Emile Mathias in het laboratorium in Leiden

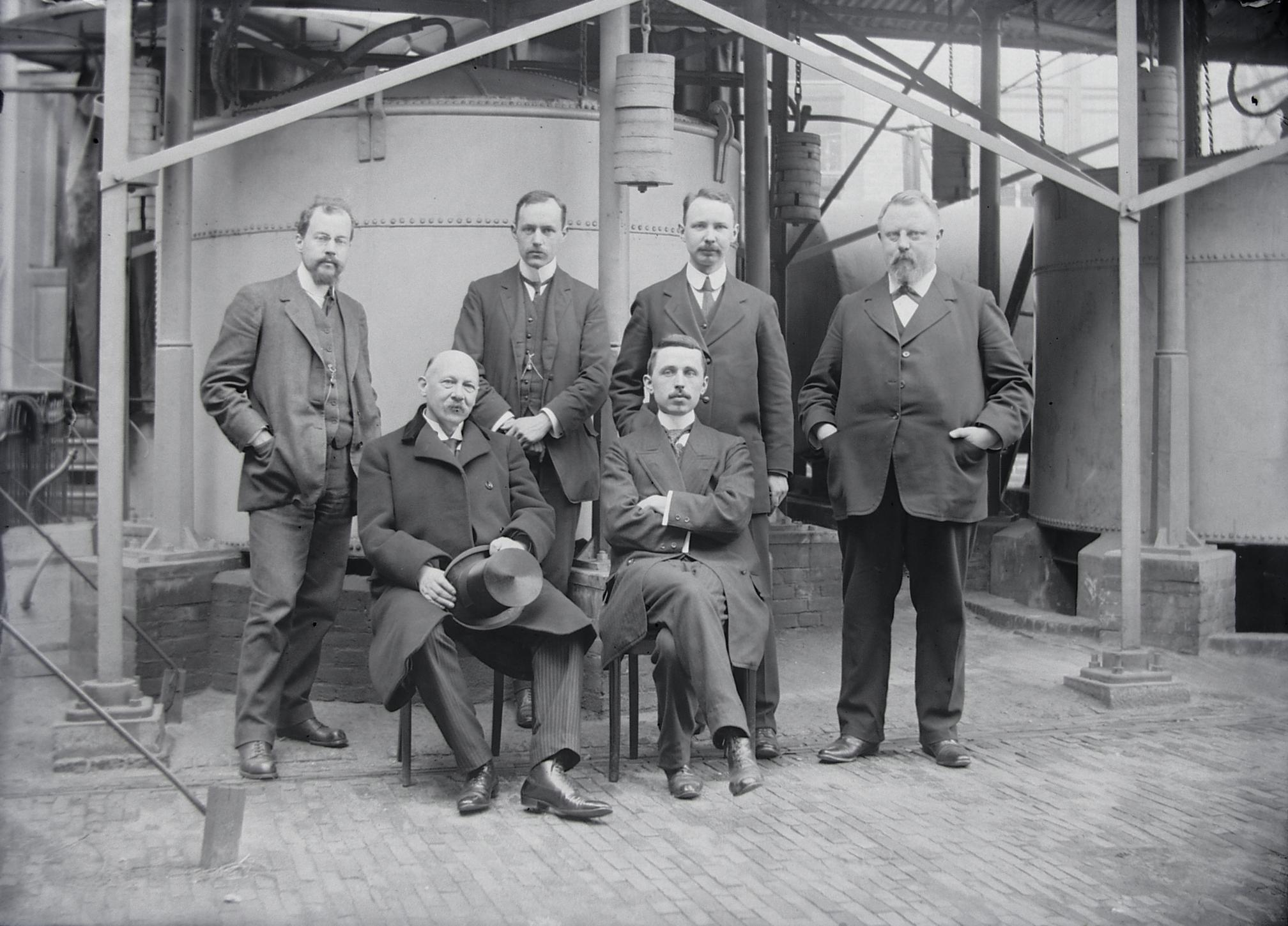
Crommelin (staand uiterst links) met Kuijpers, Weber, Keesom, Kamerlingh Onnes en Oosterhuis

Crommelin volgde het gymnasium in Amsterdam en ging daarna studeren in Leiden. Hij studeerde af in 1905, en promoveerde in 1910 bij Heike Kamerlingh Onnes op het proefschrift Metingen betreffende de toestandsvergelijking van argon. Omdat Kamerlingh Onnes in sneltreinvaart zijn laboratorium moderniseerde, werden diverse oudere apparaten overbodig. Crommelin werd in 1907 conservator. Hij bekommerde zich om de oudere apparatuur, en verzamelde die ook nationaal en internationaal. In 1924 werd hij adjunct-directeur van het Kamerlingh Onnes Laboratorium en in hetzelfde jaar kreeg hij een persoonsgebonden lectoraat in de natuurkunde aan de Leidse universiteit. 
Crommelins belangstelling voor de geschiedenis van de natuurkunde was veelzijdig: van lenzen tot het mechanisme van uurwerken. In 1928 richtte hij samen met C.J. van der Klaauw het  Nederlands Historisch Natuurwetenschappelijk Museum op, dat in 1931 ook daadwerkelijk werd geopend. In 1947 werd het hernoemd tot Rijksmuseum voor de geschiedenis der Natuurwetenschappen, onder directeurschap van Crommelin. Bij zijn afscheid, begin 1949, werd hem de zilveren Erepenning voor Verdiensten jegens Openbare Verzamelingen (kortweg de Museumpenning) toegekend.
Crommelin hield zich bezig met de opleiding tot instrumentmaker in Leiden. Hij was vanaf 1907 secretaris-penningmeester van het bestuur van de door Kamerlingh Onnes opgerichte Leidse instrumentmakers School en was van 1938 tot 1945 daarvan de directeur.